# Itapotihyla langsdorffii
Itapotihyla langsdorffii är en groddjursart som först beskrevs av Duméril och Gabriel Bibron 1841.  Itapotihyla langsdorffii ingår i släktet Itapotihyla och familjen lövgrodor. IUCN kategoriserar arten globalt som livskraftig. Inga underarter finns listade i Catalogue of Life.